# Węgliki
Węgliki – nieorganiczne związki chemiczne złożone z atomów węgla i atomów metalu albo półmetalu (krzemu czy boru), mającymi mniejszą od węgla elektroujemność. Wyróżnia się węgliki jonowe, węgliki kowalencyjne, węgliki międzywęzłowe (metaliczne) i węgliki pośrednie.

## Węgliki jonowe

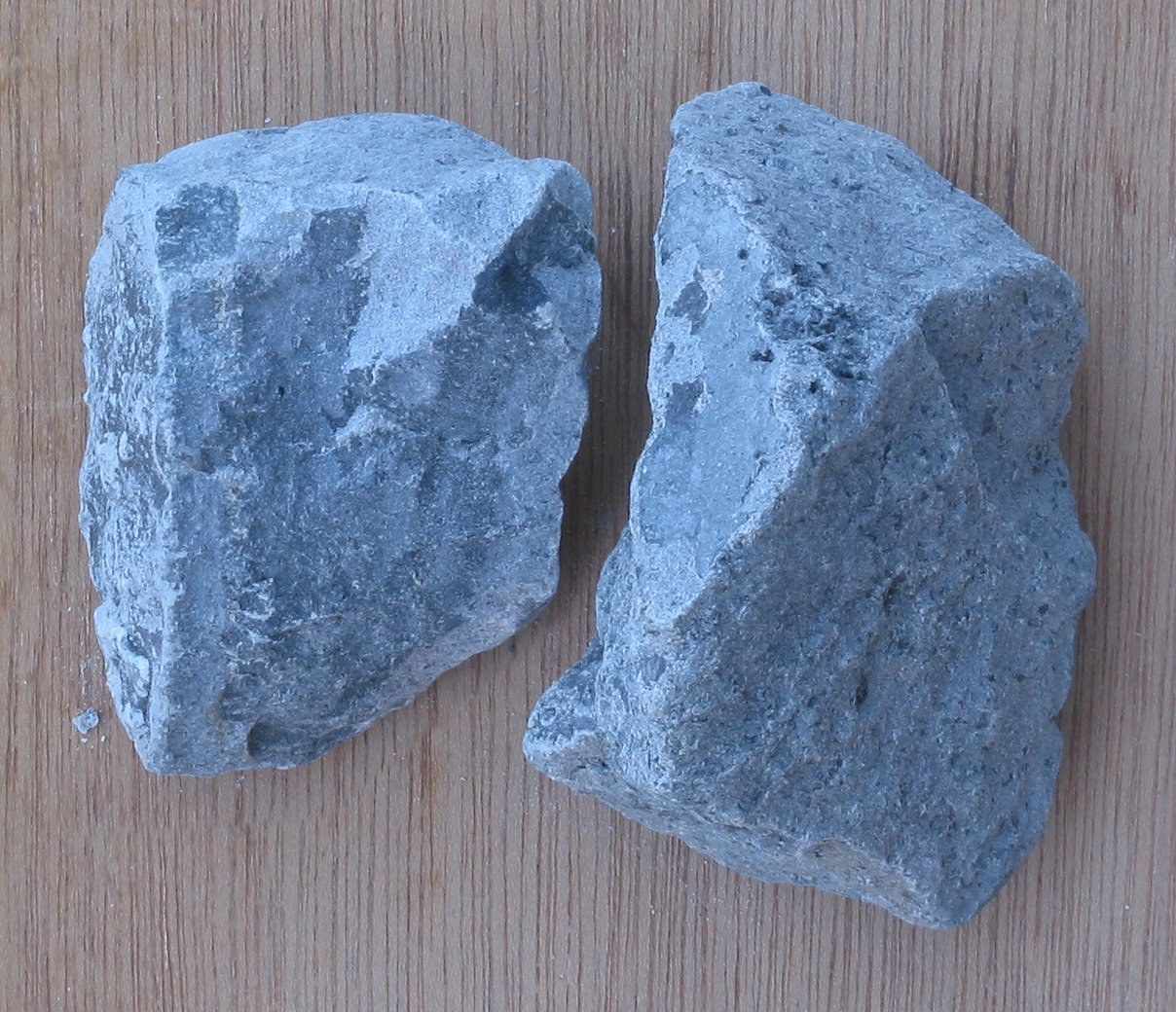
Techniczny acetylenek wapnia (karbid), barwa jest wynikiem obecności zanieczyszczeń

Złożone są przeważnie z kationów litowca, berylowca albo borowca oraz anionu węglowego, w zależności od którego dzieli się je na:
- metanki – zawierające anion C4−
, np. węglik glinu (Al
4C
3)
- acetylenki – złożone z anionu C2−
2 (inaczej [C≡C]2−
), np. acetylenek wapnia (CaC
2, pot. karbid)
- allilki – które zawierają anion C4−
3 ([C=C=C]4−
), np. allilek magnezu (Mg
2C
3)

W kontakcie z wodą węgliki te rozkładają się z wydzieleniem głownie – odpowiednio – metanu, acetylenu i propynu (daw. allilen). Mają charakter zbliżony do soli, jednak w przeciwieństwie do nich nie przewodzą prądu elektrycznego. Otrzymywane są w wyniku ogrzewania metalu lub tlenku tego metalu z węglem albo węglowodorami.

## Węgliki kowalencyjne
W węglikach kowalencyjnych tworzące je metale są zbliżone pod względem elektroujemności do węgla. Są to przede wszystkim węglik krzemu (SiC) i węglik boru (B
4C). Odznaczają się niereaktywnością, wysoką temperaturą topnienia i twardością.

## Węgliki międzywęzłowe (metaliczne)

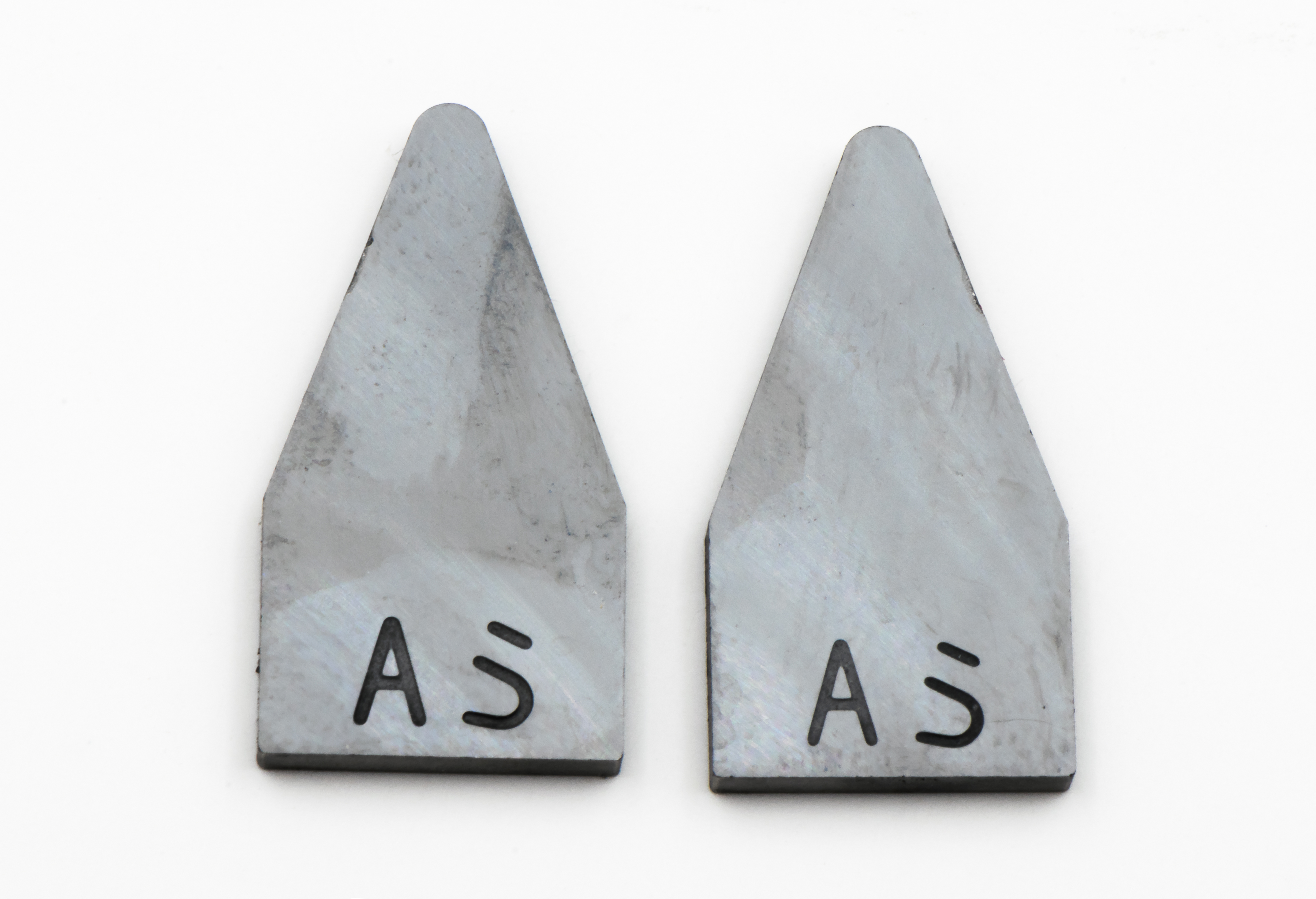
Płytki do ostrzałki wykonane z węgliku wolframu

Węgliki te zbudowane są z sieci atomów metalu (o promieniu atomowym większym niż 130 pm, a więc niemal dwukrotnie wyższym niż węgla) oraz atomów węgla, które umiejscowione są w pozycjach międzywęzłowych tej sieci. Mają metaliczny połysk, są nieprzezroczyste. Charakteryzują się trudnotopliwością, dużą twardością i dobrą przewodnością elektryczną. Są niereaktywne i topią się w wysokich temperaturach. Znajdują zastosowanie w postaci węglików spiekanych do wytwarzania narzędzi do szybkiego skrawania metali.
Wyróżnia się dwa typy węglików metalicznych:
- o budowie MC, np. węglik tytanu (TiC), węglik wolframu (WC)
- o budowie M
2C, np. węglik dikobaltu(inne języki) (Co
2C), węglik dimolibdenu(inne języki) (Mo
2C).

## Węgliki pośrednie
Węglikami pośrednimi określa się węgliki międzywęzłowe, które wykazują niektóre cechy węglików jonowych. Są mniej odporne chemiczne, przez co reagują z wodą i rozcieńczonymi kwasami. Przykładem jest węglik żelaza (Fe
3C) stanowiący jedną z faz (cementyt) w stopach żelaza z węglem.